# Kryovulkan
Ein Kryovulkan (Eisvulkan) ist eine geologische oder hydrologische Erscheinungsform des Vulkanismus, die sich nur bei sehr niedrigen Temperaturen und Dauerfrostboden bildet.

## Terrestrischer Kryovulkanismus

### Definition
Ihre Entstehung weist vulkanische Parallelen auf, nur dass bei Kryovulkanen ein wachsender Eiskern (gern auch aus glazialen Toteis-Ansammlungen) permanent vereist, durch eingeschlossenes Wasser relativ schnell wächst und/oder die dabei komprimierten Erdgase die treibende Kraft darstellt, die das Aufbäumen der Landschaft bewirkt und so zu einem vulkanähnlichen Kegel führt. Sobald die Spitze des Hügels auftaut oder durch Gase durchbrochen wird, schmilzt der Eiskern bzw. entleeren sich die Gase mehr oder weniger stark. Dadurch fällt schließlich die Decke des Hügels in sich zusammen, was einer Caldera, einem Maar oder einer Cenote bzw. einem Blue Hole ähneln kann. Auf der Erde sind gewöhnlich Methangase beteiligt, sodass Erdgas-Lagerstätten im Permafrost besonders gute Fundstätten für derartige Phänomene sind, die durch den Temperaturwechsel zum Ende von Eiszeiten zu Warmzeiten oder auch Treibhauseffekte wie in den letzten 100 Jahren besonders gefördert werden.
Laut der russischen Definition von Pingos unterscheidet man Bulgunnjach (engl. bulgunniakh), Ledjanoi Cholm, Ledjanoi Bulgor und unspezifische Pingos, was sich an der Entstehung, Form und Größe orientiert. Vermutlich kannten alle im Norden lebenden Völker dieses Phänomen seit Jahrtausenden und haben es in ihre Mythenwelt (Stichpunkt Urhügel bzw. Weltenberg) integriert, was sehr gut zu einem sich aufwölbenden Hügel inmitten von Tundrasümpfen passt.

### Vorkommen
Kryovulkanismus wurde besonders im Flachland des nördlichen Sibirien in einer Breite zwischen 60,0° bis 76,3° Nord und einer Länge von 60,0° Ost bis 180,0° West gefunden, wo es mehr als 1500 Hügel von 3 m bis zu 70 m Höhe und bis zu 1000 m Durchmesser gibt, die Pingo (Plural Pingos) (aus den Inuitsprachen für „kleiner Hügel“) genannt werden und vor allen Dingen in gebirgsarmen Tundragebieten des Yedoma-Eiskern-Komplexes (in den Zentral- und Ostsibirischen Permafrost-Kerngebieten) sowie im hohen Norden Alaskas und Kanadas vorkommen, wo sich der Boden durch Klimaerwärmung mehr oder weniger in Morast und Sümpfe verwandelt.
Die Nähe zu Wasserspeichern wie Toteis-Seen, Sümpfen und Morast spielt dabei eine große Rolle.
Sie wurden erstmals zwischen 1970 und 1980 durch den sowjetischen militärtopografischen Dienst des Generalstabes der Armee (Soviet Military Topographic Survey, Военно-топографического управления Генерального штаба ВТУ ГШ, Woenno-Topografitscheskowo Uprawlenija Generalnowo Schtaba, WTU GSch) genauer untersucht. Noch nicht zusammengefallene Pingos sind auffällig inmitten flacher Landschaften und ähneln bronzezeitlichen Tumuli, sodass man leicht annehmen könnte, es handle sich um künstliche Hügelaufschüttungen.
Nachgewiesen sind sie im Westsibirischen Tiefland inklusive der Jamal- und Gydan-Halbinsel, der Taimyr-Halbinsel, dem Putorana-Plateau, der Chatanga-Anabar-Olenjok-Niederung, im Lenadelta und Lena-Flusstal, in der Mitteljakutischen Niederung um die Stadt Jakutsk, in der Jana-Indigirka-Kolyma-Niederung (Flusslandschaft), den Neusibirischen Inseln und dem Ostsibirischen Tschukotka. Ein bis zu 50 m tiefer Krater wurde 2014 auf der Jamal-Halbinsel entdeckt, wo zuvor zwischen 2012 und 2013 auch das Wachsen eines solchen Pingo beobachtet wurde. Inzwischen sind bis 2021 in der russischen Arktis 17 solcher Krater entdeckt worden, ihre Entstehung wird mit Methangasvorkommen in Zusammenhang gebracht. Das Phänomen wurde auch in Nordamerika nachgewiesen, hier besonders im Alaska Löss und der Western Arctic Coastal Plain von Northern Alaska entlang der Beaufortsee und dem Colville-River-Delta und im Hohen Norden Kanadas.
Wegen der um ca. 8 bis 12 °C niedrigeren mitteleuropäischen Temperaturen während der letzten Eiszeit wird vermutet, dass es derartigen Kryovulkanismus auch hier etwa über Erdgastaschen oder Braun- und Steinkohleflözen gegeben haben könnte. Durch die steigenden Temperaturen im Holozän und die landwirtschaftliche Bearbeitung wurden sie vermutlich jedoch im Laufe der Zeit eingeebnet und sind nun offenbar nicht mehr nachweisbar.

## Extraterrestrischer Kryovulkanismus

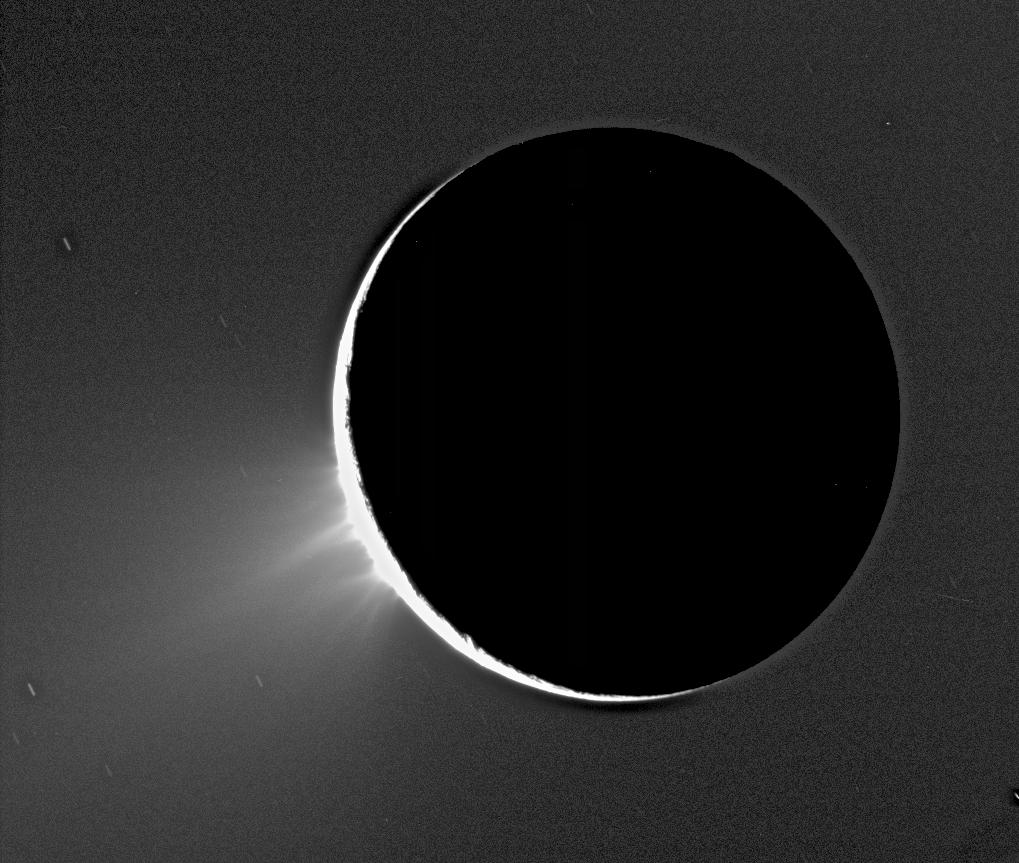
Kryovulkanische Aktivität auf Enceladus.
Die aufsteigenden Fontänen aus Eiskristallen versorgen offenbar den E-Ring des Saturns mit neuem Material. Die Fontänen sind mit den „Tigerstreifen“ der Südpolregion assoziiert.

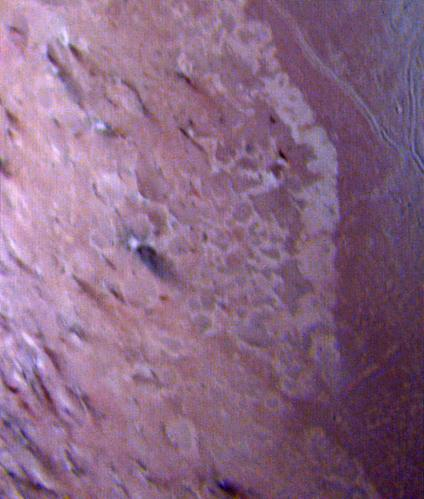
Dunkle Ablagerung von Auswurfmaterial eines Kryovulkans auf der Oberfläche von Triton (Mitte)

### Entdeckung
Lange Zeit war der Kryovulkan ein auf theoretischem Wege vorhergesagtes Objekt, das jedoch nie auf anderen Himmelskörpern beobachtet wurde. Zu Beginn des Jahres 2005 bestätigte jedoch die ESA-Sonde Huygens bei ihrer Landung auf Titan die Vermutung, dass die Atmosphäre des Saturnmondes zu 2 bis 6 Prozent aus Methan besteht. Da atmosphärisches Methan aber durch photochemische Prozesse schnell abgebaut wird, muss das Gas nachgebildet werden. Aufnahmen des Mutterschiffes von Huygens, der NASA-Sonde Cassini, vom Frühjahr 2005 zeigen Strukturen von etwa 30 km Durchmesser auf der Titan-Oberfläche, bei denen es sich mit hoher Wahrscheinlichkeit um Kryovulkane handelt. Ebenso konnten Kryovulkane auf Enceladus und mit einem Teleskop auf Charon gefunden werden.
Durch die Analyse der ausgespienen Substanzen konnten erstmals Stoffe aus dem Inneren der Monde untersucht werden, dadurch erhofft man sich zukünftig beispielsweise eventuelle Stoffwechselprodukte extraterrestrischen Lebens ausfindig machen zu können.

### Vorkommen
Die Existenz von Kryovulkanen wurde auf mehreren Eismonden (dem Saturnmond Enceladus, dem Neptunmond Triton und dem Plutomond Charon) sowie dem Zwergplaneten Ceres nachgewiesen. 2022 wurde auf dem Zwergplaneten Pluto ebenfalls ein gigantischer Eisvulkan entdeckt. Ebenso werden sie auf dem Jupitermond Europa und dem Saturnmond Titan vermutet.

### Definition
Kryovulkane speien keine glutflüssige Lava, sondern leicht schmelzbare Substanzen wie Methan, Kohlenstoffdioxid, Wasser oder Ammoniak, die im Inneren des Planeten oder Mondes in gefrorenem Zustand vorkommen. Durch dort vorliegende Wärme, die z. B. durch Gezeitenkräfte entsteht, werden diese Stoffe geschmolzen und drängen zur Oberfläche. Dort erstarrt der Auswurf und kann sich zu mehreren hundert Meter hohen Ablagerungen aufschichten.